# Le Ciel et l'Enfer (Kardec)
Pour les articles homonymes, voir Le Ciel et l'Enfer (homonymie).
Le Ciel et l’Enfer constitue l’un des cinq livres fondamentaux du spiritisme. Il est le résultat du travail de synthèse d’Allan Kardec, qui le mis en forme et le publia pour la première fois à Paris, en 1865. Son sous titre est : La justice divine selon le spiritisme. Il contient une étude des conditions de vie après la mort, à travers l’analyse de messages censés provenir des esprits qui résident dans l'au-delà. Depuis sa sortie, Le Ciel et l’Enfer est continuellement réédité par divers éditeurs dans de multiples langues. 

## L’historique du livre
En 1857, Allan Kardec avait codifié les grands principes d’une nouvelle doctrine morale et philosophique, le spiritisme. Les bases de cette doctrine se trouvaient contenues dans Le Livre des Esprits. Kardec compléta son œuvre en publiant un manuel pratique de spiritisme : Le Livre des médiums. Voulant démontrer que le spiritisme s’apparentait au christianisme primitif, il rédigea ensuite L'Évangile selon le spiritisme. Sa popularité augmentant tout autant que l’acharnement de ses détracteurs, Kardec entreprit d’apporter des réponses à une question existentielle : Quel est le sort de l’être humain après sa mort ? Ce fut l’objet de son ouvrage suivant : Le Ciel et l’Enfer.

## Le contenu du livre
Première partie : doctrine
- De l’appréhension de la mort
- Le Ciel
- L’Enfer
- Le purgatoire
- Doctrine des peines éternelles
- Les peines futures selon le spiritisme
- Les anges
- Les démons
- Intervention des démons dans les manifestations modernes
- De la défense d’évoquer les morts

Deuxième partie : Exemples
- Le passage (de la mort)
- Esprits heureux
- Esprits dans une condition moyenne
- Esprits souffrants
- Suicidés
- Criminels repentants
- Esprits endurcis
- Expiations terrestres

## Les principaux thèmes du livre[2]
1. Toutes les religions ont admis le principe du sort heureux ou malheureux des âmes après la mort, autrement dit des peines et des jouissances futures qui se résument dans la doctrine du ciel et de l'enfer, que l'on retrouve partout. Mais ce en quoi elles diffèrent essentiellement, c'est sur la nature de ces peines et de ces jouissances, et surtout sur les conditions qui peuvent mériter les unes et les autres. De là des points de foi contradictoires qui ont donné naissance aux différents cultes, et les devoirs particuliers imposés par chacun d'eux pour honorer Dieu, et par ce moyen gagner le ciel et éviter l'enfer.
2. Si la religion avait toujours suivi le mouvement progressif de l'esprit humain, il n'y aurait point d'incrédules, parce qu'il est dans la nature de l'homme d'avoir besoin de croire, et il croira si on lui donne une nourriture spirituelle en harmonie avec ses besoins intellectuels. Il veut savoir d'où il vient et où il va ; si on lui montre un but qui ne réponde ni à ses aspirations ni à l'idée qu'il se fait de Dieu, ni aux données positives que lui fournit la science ; si de plus on lui impose pour l'atteindre des conditions dont sa raison ne lui démontre pas l'utilité, il repousse le tout. Mais qu'on lui présente un avenir dans des conditions logiques, digne en tout point de la grandeur, de la justice et de l'infinie bonté de Dieu, et il abandonnera le matérialisme et le panthéisme, dont il sent le vide dans son for intérieur, et qu'il n'avait acceptés que faute de mieux.
3. L'homme a instinctivement la croyance en la survie ; mais n'ayant jusqu'à ce jour aucune base certaine pour le définir, son imagination a enfanté les systèmes qui ont amené la diversité dans les croyances. La doctrine spirite sur la survie n'étant point une œuvre d'imagination plus ou moins ingénieusement conçue, mais le résultat de l'observation des faits matériels qui se déroulent aujourd'hui sous nos yeux, elle ralliera, comme elle le fait déjà maintenant, les opinions divergentes ou flottantes, et amènera peu à peu, et par la force des choses, l'unité dans la croyance sur ce point, croyance qui ne sera plus basée sur une hypothèse, mais sur une certitude. L'unification, faite en ce qui concerne le sort futur des âmes, sera le premier point de rapprochement entre les différents cultes, un pas immense vers la tolérance religieuse d'abord, et plus tard vers la fusion.

## Éditions du livre
- Allan Kardec, Le Ciel et l'Enfer : ou la Justice divine selon le spiritisme, Paris, éd. du Livre des esprits, 1865 (BNF 30010916, lire en ligne).
- Allan Kardec, Le ciel et l'enfer : La justice divine selon le spiritisme, Paris, éd. Fernand Lanore, 2010  (ISBN 2851575872 et 978-2851575876)